# العلاقات التشيكية المصرية
العلاقات التشيكية المصرية هي العلاقات الثنائية التي تجمع بين التشيك ومصر.

## مقارنة بين البلدين
هذه مقارنة عامة ومرجعية للدولتين:
| وجه المقارنة                                              | التشيك                                                                            | مصر           |
| --------------------------------------------------------- | --------------------------------------------------------------------------------- | ------------- |
| المساحة (كم2)                                             | 78.87 ألف                                                                         | 1.01 مليون    |
| عدد السكان (نسمة)                                         | 10.52 مليون                                                                       | 94.80 مليون   |
| الكثافة السكانية (ن./كم²)                                 | 133.38                                                                            | 93.86         |
| العاصمة                                                   | براغ                                                                              | القاهرة       |
| اللغة الرسمية                                             | اللغة التشيكية                                                                    | اللغة العربية |
| العملة                                                    | كرونة تشيكية، كرونة تشيكوسلوفاكية                                                 | جنيه مصري     |
| الناتج المحلي الإجمالي (بليون دولار)                      | 215.73 مليار                                                                      | 235.37 مليار  |
| الناتج المحلي الإجمالي (تعادل القوة الشرائية) بليون دولار | 356.15 مليار                                                                      | 998.67 مليار  |
| الناتج المحلي الإجمالي الاسمي للفرد دولار أمريكي          | 17.55 ألف                                                                         | 3.61 ألف      |
| الناتج المحلي الإجمالي للفرد دولار أمريكي                 | 31.19 ألف                                                                         |               |
| مؤشر التنمية البشرية                                      | 0.878                                                                             | 0.690         |
| رمز المكالمات الدولي                                      | +420                                                                              | +20           |
| رمز الإنترنت                                              | .cz                                                                               | .eg، .مصر     |
| المنطقة الزمنية                                           | ت ع م+01:00، ت ع م+02:00، توقيت وسط أوروبا، توقيت وسط أوروبا الصيفي، أوروبا/براغ ‏ | ت ع م+02:00   |

## منظمات دولية مشتركة
يشترك البلدان في عضوية مجموعة من المنظمات الدولية، منها:
| علم المنظمة | اسم المنظمة                               | تاريخ انضمام التشيك | تاريخ انضمام مصر |
| ----------- | ----------------------------------------- | ------------------- | ---------------- |
|             | مؤسسة التنمية الدولية                     | 1993                | 26 أكتوبر 1960   |
|             | يونسكو                                    | 22 فبراير 1993      | 22 يناير 1947    |
|             | مؤسسة التمويل الدولية                     | 1993                | 20 يوليو 1956    |
|             | الأمم المتحدة                             | 19 يناير 1993       | 24 أكتوبر 1945   |
|             | الاتحاد الدولي للاتصالات                  | 1993                | 9 ديسمبر 1876    |
|             | منظمة الشرطة الجنائية الدولية             | ?                   | 7 سبتمبر 1923    |
|             | البنك الدولي للإنشاء والتعمير             | 1993                | 27 ديسمبر 1945   |
|             | الاتحاد البريدي العالمي                   | ?                   | ?                |
|             | المركز الدولي لتسوية المنازعات الاستشارية | 22 أبريل 1993       | 2 يونيو 1972     |
|             | وكالة ضمان الاستثمار متعدد الأطراف        | 1993                | 12 أبريل 1988    |
|             | منظمة التجارة العالمية                    | ?                   | 30 يونيو 1995    |
|             | الفريق المعني برصد الأرض                  | ?                   | فبراير 2005      |

## أعلام
هذه قائمة لبعض الشخصيات التي تربطها علاقات بالبلدين:
- ياروسلاف دروبني (12 أكتوبر 1921 – 13 سبتمبر 2001)

## وصلات خارجية
- موقع وزارة الخارجية التشيكية
- موقع وزارة الخارجية المصرية